# Tina Holmes
Tina Holmes (New York City, 13 luglio 1973) è un'attrice statunitense.

## Primi anni ed educazione
Holmes è cresciuta a New York e nel Connecticut. Ha frequentato l'Università di Yale per due anni, poi si è trasferita a Parigi, in Francia, dove ha studiato Letteratura Francese alla Sorbona. Dopo essere tornata negli Stati Uniti, Holmes è entrata alla Brown University dove ha conseguito il Bachelor of Arts in Letterature Comparate. Dopo essersi laureata alla Brown, Holmes è tornata a Parigi per lavorare come assistente di ricerca in un documentario sul famoso romanziere, poeta e drammaturgo Jean Genet. Ha anche trascorso del tempo presso l'Università Federale di Pernambuco in Brasile.

## Filmografia parziale

### Cinema
- Chiamatemi Boy George (Edge of Seventeen), regia di David Moreton (1998)
- 30 Days, regia di Aaron Harnick (1999)
- The Photographer, regia di Jeremy Stein (2000)
- Prince of Central Park, regia di John Leekley (2000)
- Seven and a Match, regia di Derek Simonds (2001)
- Storytelling, regia di Todd Solondz (2001)
- Keane, regia di Lodge Kerrigan (2004)
- Pretty Persuasion, regia di Marcos Siega (2005)
- Half Nelson, regia di Ryan Fleck (2006)
- Shelter, regia di Jonah Markowitz (2007)
- A Good Funeral, regia di David Moreton (2009)
- Buoy, regia di Steven Doughton (2012)
- Earthlings, regia di Steven Doughton (2023)

### Televisione
- Taken - 3 episodi (2002)
- NYPD - New York Police Department - 2 episodi (2003)
- Six Feet Under - 13 episodi (2004-2005)
- 24 - 2 episodi (2005)
- Invasion - 3 episodi (2006)
- Vanished - 3 episodi (2006)
- Cold Case - Delitti irrisolti (Cold Case) - serie TV, episodio 3x14 (2006)
- Prison Break - 2 episodi (2007)
- Persona Sconosciuta (Persons Unknown) - 13 episodi (2010)
- Criminal Minds - serie TV, episodio 10x09 (2014)

## Doppiatrici italiane
Nelle versioni in italiano delle opere in cui ha recitato, Tina Holmes è stata doppiata da:
- Giovanna Rapattoni in CSI - Scena del crimine, Criminal Minds
- Antonella Baldini in Cold Case - Delitti irrisolti, Prison Break
- Beatrice Margiotti in Six Feet Under
- Emanuela Damasio in Dr. House - Medical Division
- Tatiana Dessi in Leverage - Consulenze illegali